# 公休
公休（こうきゅう）とは、労働者に付与される休日のうち予め使用者側から指定されたものをいう。一般的な企業では土曜日・日曜日・祝日が公休日になっていることが多い。

## 公休日
公休とは一般的には土曜・日曜・祝日である。ただし、交代制勤務の職場の場合、決まった曜日が公休日になるわけではない。
近年、公休日数の年間付与数について、他社や他人と比較傾向にあるが、労基法での休日は、1週間に1日以上もしくは4週間で4日以上与えることとなっている。
したがって、極論ではあるが1年間は52週間である為、年間公休日数が52日以上あればその会社は合法といえる。
計算上、1日8時間労働の完全週休2日制の職業の場合、年間の公休日数は最低でも104日になる。
単純に、この104日を基準に「多い」「少ない」と比較しがちだが、実際のところ、民間企業において「1日の営業が9時間以内」「休日は土日祝」といった職種は限られており、1日9時間以上の稼働を必要とする職種や、年中無休24時間営業の職種（コンビニ、警備、救急病院など）、交通機関に係わる職種（バス、鉄道、航空など）等々は、交代制勤務（早出、遅出、当直、曜日に捉われない休日など）で対応している。その場合、多くは「変形労働時間制」を適用している。
そもそも公休日数に基準は存在せず、変形労働時間制の職種によっては年間公休日数が104日以下であっても1週間に1回以上の公休が与えられていれば何ら問題ない。
公休日には給料は発生しない。

## その他の休日
有給休暇のように労働者側から請求して取得する休暇は公休ではない。また、工場などでは「有給休暇一斉行使日」が指定されていて、全員が有給を使い会社全体が休業する日がある会社があるが、これも公休ではない。

## 指定公休
1日8時間労働の場合、公休は法令で最低年間104日確保しなければならない。しかし、企業によっては104日の公休を確保できていない場合がある。
例えば、年間休日が84日しかない会社があったとする。そのままでは法令違反である。そこで、書類上の公休は104日とし、そのかわり20日を「休日出勤」という形にする。この20日分は予め休日出勤するように指定されていて、出勤した場合は「休日出勤」したものとして割増賃金を払う。
また、この20日分を休んでもよい。その場合「休日出勤」の手当はない。
こういった形態をとる会社では、この、予め休日出勤するように指定された公休日を「指定公休」と呼ぶ。
一般的には、指定公休日数ぶんの「休日券」を発行し、休む場合は「休日券」を会社に提出して休み、休まずに指定公休日に出勤した場合その「休日券」を買い取る（買い取り価格は1日休日出勤した場合の賃金額）といった事務処理がされていることが多い。
有給休暇の買取は禁じられているが、上記の「休日券の買取」は有給休暇の買い上げとは区別して取り扱われていて、一種の「休日出勤」として扱われている。
こういった「指定公休」制度は、バス・鉄道会社、タクシー会社などに多く見られる。

## 学校教育における公休
学校教育においては、就職活動や部活動での対外試合など、公益性があると認められる用件のために欠席する場合、普通の欠席と区別する為に公休ないし公欠と呼称することがある。公休による欠席は、単位習得要件や推薦入試を受験する際に計算される欠席数から減算される。